# スパローズ
スパローズは、浅井企画に所属する日本のお笑いコンビ。1995年4月結成。

## メンバー
大和 一孝（やまと かずたか、1976年10月17日 - ）（48歳）
ボケ担当、立ち位置は向かって右。
- B型、身長180cm。
- 福岡県出身、福岡県立八幡中央高等学校卒。
- 趣味特技などについての知識・プレゼン能力に長けている。とりわけキャンプについてのは造詣は深く芸能の仕事の隙間の時間を見つけては、オールシーズン1人単独で山に入り“1人キャンプ”にいそしむ“ソロキャンパー”の名手。“1人キャンプ”から“グランピング”までの幅広い知識と、サバイバル技術やキャンプ道具収納技術などに長けている。
- 2022年4月1日付けで浅井企画を退所。コンビでの仕事などは継続する。同年12月30日にじゅんいちダビッドソンが代表を務める事務所「合同会社潤一」と業務提携をすることを発表。

森田 悟（もりた さとる、1976年12月14日 - ）（48歳）
ツッコミ担当、立ち位置は向かって左。
- A型、身長182cm
- 福岡県出身、福岡県立八幡中央高等学校卒。
- MC力は関東随一と言われ、都内各所のライブやイベントにて活躍している。

## 来歴・人物
- 2人とも高校入学後、サッカー部へ入部したことがきっかけで出会う[4]。
- 『とことんサンデー』内の、吉本興業の芸人が高校を取材するコーナーで現役高校生として取材を受け、これがきっかけでプロへの道を歩むようになった[4]。
- 福岡吉本6期生[5]。同期には佐藤哲夫（パンクブーブー）・ヒロシ・たかしひできなど。
- 1997年に上京したばかりの頃、ミニキッチン付き6畳一間の部屋でヒロシ、たかしひでき、当時大和と交際していた彼女の6人で同居していた[6]。
- かつては福岡吉本、ワタナベエンターテインメントに所属していた[7]。コンビ名の由来は2人ともサッカー部でスパッツを履いていたことから[8]。
- 「キングオブクズ」「クズ界の貴公子」などの異名を持つ[9]など、クズキャラ・自虐ネタを売りにしている。THE MANZAIには3年連続で認定漫才師に選抜された[1]（2011年・2012年は2年連続でワイルドカード決定戦に進出）。

## 略歴
- 1995年4月 福岡吉本に所属し、活動開始[4]
- 1997年 第12回NHK新人演芸大賞 本選進出
- 1999年 ワタナベエンターテインメント所属[4]
- 2004年 M-1グランプリ 2回戦進出
- 2005年 浅井企画所属[4]、M-1グランプリ 2回戦進出
- 2011年 THE MANZAI2011 認定漫才師に選出　ワイルドカード決定戦進出[1]
- 2012年 キングオブコント2012 準決勝進出[1]
- 2012年 THE MANZAI2012 認定漫才師に選出　ワイルドカード決定戦進出[1]
- 2013年 キングオブコント2013 準決勝進出[1]
- 2013年 THE MANZAI2013 認定漫才師に選出[1]
- 2015年 キングオブコント2015 準決勝進出[1]
- 2016年3月、解散宣言[9]。ウド鈴木（キャイ〜ン）、博多大吉らへ挨拶に赴いた際、説得されたため解散を撤回した[9]。
- 2022年4月、大和のみ浅井企画を退社してフリーとなる。コンビは継続[10]。

## 出演番組
個人の出演は大和一孝#出演、森田悟#出演の項目参照。

### テレビ
現在放送中の番組
- スパローズの「TVでは言えなかったトーク」（2016年7月1日 - 、AbemaTV） -　コンテンツタワー製作（MC）
- リア充（2016年10月-、AbemaTV）
- スパローズの将棋会館（2016年11月-、ニコジョッキー）

過去・単発出演
- 爆笑オンエアバトル（NHK）戦績2勝10敗 最高473KB
- オンバト+（NHK）戦績1勝5敗 最高449KB（これはオフエアのKBであり、オンエア最高は389KB）
  - 爆笑オンエアバトル時代の戦跡を通算するときぐるみピエロ、Hi-Hi、ヴェートーベンに次いで史上4組目の10連敗を記録している。
  - 上記同様の理由により事実上、次のオンエアまでに掛かった最長記録である5年10ヶ月（きぐるみピエロの記録）を上回る6年5ヶ月という成績を残している。
- 爆笑レッドカーペット（フジテレビ、不定期出演） - キャッチコピーは「今度こそ 今夜こそ…」→「今度こそ 今年こそ」、2010年2月20日の放送でレッドカーペット賞受賞
- とことんサンデー （テレビ西日本）
- お台場お笑い道（フジテレビ721）
- 大笑点（日本テレビ）
- 美女か野獣 (フジテレビ)
- お昼ですよ!ふれあいホール (NHK)
- くちコミ☆ジョニー（日本テレビ）
- はなまるマーケット （TBS）
- 虎の門（テレビ朝日）
- やりすぎコージー（テレビ東京）
- ハロモニ（テレビ東京）
- ジャガイモン（テレ朝チャンネル）
- お笑い登龍門ギャッハ（フジテレビ721）
- セレクションX (テレビ朝日)
- 生活お助け!中野情報局（中野ケーブルテレビ）
- ゲームレコードGP (MONDO21)
- 伝説のクソゲー大決戦 (MONDO21)
- カンニングの恋愛中毒 (GyaO)
- ダベれ場 (GyaO・ShowTime、2009年1月-)
- UGA カラオケうた自慢（USEN音楽放送、パーソナリティー、2009年4月-）毎週月曜更新
- 新 伝説のクソゲー大決戦（MONDO21、2009年11月-）
- お笑い図鑑 ハマヌキ（テレビ神奈川）不定期出演
- あしタネ番外編～KANBAN娘～（ケーブルテレビ足立）
- 新春ピンクカーペット（フジテレビ） -キャッチコピーは「魅惑のコントワールド」
- エンタの天使（日本テレビ）- キャッチコピーは「予測不能の爆撃隊」
- 爆笑レッドシアター（フジテレビ） - 「ホワイトシアター」出演
- スパローズのギリギリセーフ!?（2011年7月-2013年2月、ニコジョッキー）隔週木曜日22:00-22:55
- スパローズのギリギリアウツ!?（2013年2月-2016年10月24日、ニコジョッキー）毎週木曜日、隔週木曜日、隔週月曜日放送 - MC
- 若手ベテラン会（2011年10月21日（特番）、2012年5月18日-、月1終了、ニコジョッキー）
  - 共演:セイワ太一（エルシャラカーニ）、くじら、藤井ペイジ
- 爆笑ブラックカーペット（2012年9月2日、パコパコ動画/DMM.com)
- ダウンタウンのガキの使いやあらへんで!!（2013年）山-1GP
- スパローズ1st.DVDビジネスクズを買ってくださいSP（BSフジ、2013年10月20日）
- 芸人報道（日本テレビ、2013年12月30日）- なぜ事務所を移籍したのかSP
- ぐるナイおもしろ荘若手にチャンスと愛を誰か売れて頂戴SP!!（日本テレビ、2013年12月31日）
- 竹山ロックンロール（2014年1月11日 -2015年1月3日 、テレ玉、千葉テレビ、サンテレビ、tvk、MTV）
  - 第2回のゲスト出演以降、ほぼ毎週出演
- スパローズ＆ゆかいななかまたち若手ベテラン会（BSフジ、2014年3月1日）
- 笑UP！＜ 芸人狼 ＞(NOTTV、2014年3月10日)
- キリウリ＄アイドル（TOKYO MX、2014年4月9日）
- ニノさん（日本テレビ、2014年6月8日、6月15日）- 全人類サミット
- めざましテレビ（フジテレビ、2014年6月23日）やじの発言者は特定できるのかドッキリ
- 前略、西東さん（中京テレビ、2015年1月31日、3月28日）
- 追跡！つぶやきウォッチャー（日本テレビ、2015年2月1日）
- 蒼井そらニコジョッキーお久しぶりSP「スパローズと蒼井そらがいろいろ」（2015年8月13日、ニコジョッキー）
- 爆笑!お台場コサキン亭（2016年4月23日、BSフジ）
- 本能Z（中京テレビ、2016年10月8日）-　カンニング竹山の後輩芸人として出演
- ジョッキー5周年記念2時間特別番組「プライドダストシュート!!」（2016年8月31日、ニコジョッキー）
  - 出演:原口あきまさ、スパローズ、原アンナ、野田幸宏（セイシュン・ダーツ）、奥村うどん（スタンダップコーギー）、お侍ちゃん、児島気奈、ちょむ&マッキー、野々宮ミカ、ゆーびーむ☆、牧野ステテコ、白いん子
  - 作家：大輪教授、広瀬大輔、原野吉弘、満腹亭いなり
  - いろいろな人にプライドをかなぐり捨てて頑張ってもらう『プライドダストシュート!!』。前半は視聴者発案企画、放送作家がそのプライドをかけて戦う『作家VS視聴者大喜利』。後半は美女たちがプライドをかけて壮絶なバトルを行う[11]。
- ぶるぺん（2013年‐、GYAO!）‐ 2013年から2018年までに8回出演
- 1ヶ月暮らして決める!〜リアル住みたい街ランキング〜（2016年6月14日 - 9月27日、AbemaTV）流れ星と隔週交代MC [12]
- つかめ!夢のキャンパスライフ リア充バスターズ（2016年10月4日 - 12月26日、AbemaTV）MC[13]

### ラジオ
現在放送中の番組
- キャイ～ンのガクラン♪ （文化放送）2012年4月よりコーナーレギュラーとして出演
- カブりつき・マーケット情報局（ラジオNIKKEI第1、2018年3月-）大和のみ出演

過去・単発出演
- スパローズの原宿神宮前芸人（sora×niwaFM、2012年3月24日-2018年6月30日）
- スパローズ 売れずに20年目突入記念地上波初冠番組生放送、ウレナーズハイ!〜結成した時に生まれた子供たちが、もうすぐ選挙権もっちゃいますSP〜!（2014年5月6日、文化放送）
- ヒロシのおおみそか、ネガティブ。（2015年12月31日、文化放送）
- フリートーカー（アール・エフ・ラジオ日本）
- オールナイトニッポンR（ニッポン放送）
- 関根麻里のKUSUKUSU (bayfm)
- 情報ミックスバラエティ パズル（文化放送、2016年9月28日-2017年3月、水曜パーソナリティ）
- 文化放送ライオンズナイタースペシャル スパローズの『ウレナーズハイ！』～とうとう売れないまま元号が変わってしまいますSP～（2019年4月26日、文化放送）[14]

### その他
- NTV「モバタレGREAT」連動企画 携帯サイトモバゲーTOWN「お笑いモバ芸タウン」

## 主な出演ライブ
- 55☆NEXT（浅井企画主催の定期ライブ。毎月第１木曜日に開催）
- トッパレ/トッパレA（K-PRO主催の定期ライブ。MCとして出演[15]）
- ヤマトウゲ（バイきんぐ小峠と開催しているトークライブ。大和のみ出演。月１回開催[16]）
- 架空ラジオ（ザブングルと不定期に開催しているトークライブ）
- 人格破綻者の集い（グランジ佐藤が主催するトークライブ。不定期開催。ゲスト出演）
- 松竹芸能杯 心のブスNO．1決定戦（第2回および第3回に出演）

## 単独ライブ
- クズ＆クズ （2012年5月12日-13日/新宿シアターモリエール）
- ビジネスクズ （2013年5月13日-15日/中目黒ウッディシアター）
- スパローズ結成20周年記念ライブ ～クズ成人式～ （2015年8月21日/TOKYO FMホール）

## DVD
- 単独ライブ『ビジネスクズ』（2013年11月6日、三栄書房）- 2013年5月15日撮影